# FC Dikhil
El FC Dikhil es un equipo de fútbol de Yibuti que juega en la Primera División de Yibuti, la máxima categoría de fútbol en el país.

## Historia
Fue fundado en el año 1994 en la ciudad de Dikhil, aunque sus partidos de local los juega en la capital Yibuti.
El club logró jugar en la máxima categoría por primera vez en la temporada 2002/03, pero no ha podido ganar el título de liga, donde su mejor participación ha sido un subcampeonato en la temporada 2012/13.

## Participación en competiciones de la CAF
| Temporada | Torneo                       | Ronda | Club               | Casa | Visita | Global |
| --------- | ---------------------------- | ----- | ------------------ | ---- | ------ | ------ |
| 2021/22   | Copa Confederación de la CAF | 1     | Biashara United FC | 0-1  | 0-2    | 0-3    |